# CEA-Leti
CEA-Leti is een in Grenoble, Frankrijk, gevestigd onderzoeksinstituut voor elektronica- en informatietechnologie. Het is een van 's werelds grootste organisaties voor toegepast onderzoek in micro-elektronica en nanotechnologie.

## Achtergrond
CEA-Leti is een divisie van het ‘Commissariat à l'Energie Atomique et aux Energies Alternatives’ (CEA), Frankrijks commissie voor kernenergie en alternatieve energieën. Het instituut, met volledige naam Laboratoire d'électronique des technologies de l'information, werd opgericht in 1967 in Grenoble, een universiteitsstad in de Franse Alpen die is uitgegroeid tot een internationaal erkend centrum voor wetenschappelijk onderzoek. Leti registreert meer dan 250 octrooien per jaar en bezit een portfolio van meer dan 1.700 uitvindingen beschermd door octrooien.
Het instituut telt 1200 werknemers, leidt meer dan 220 studenten op en heeft meer dan 200 gastwerknemers van haar onderzoeks- en industriële partners. Zij heeft uitgebreide faciliteiten voor micro-en nanotechnologieonderzoek, bezit 11.000 m² cleanroom ruimte en toegewijde laboratoria voor scheikunde, biologie, fotonica (opto-elektronica), fundamenteel onderzoek en eersteklas nanoschaal karakterisering.

## Missie
Leti’s missie is het ontwikkelen van innovatieve technologieën en producten die de levenskwaliteit van mensen verbeteren, en deze over te dragen aan de industriële sector. Leti doet dit door bedrijven te helpen om de kloof tussen fundamenteel onderzoek en productie te verkleinen, en zorgt ervoor dat haar partners een concurrentie voordeel verkrijgen door middel van de gecreëerde intellectuele eigendommen.
In alle projecten wordt ervoor gezorgd dat de bruikbaarheid en de produceerbaarheid van de producten niet uit het oog wordt verloren.

## Mijlpalen
- 1967: Oorspronkelijk opgericht om te voldoen aan de elektronica-eisen van het Franse Commissariaat voor Atoom Energie (CEA), Leti wordt gereorganiseerd om de samenwerking met het bedrijfsleven te vergemakkelijken.
- 1972: Spin-off EFCIS wordt STMicroelectronics.
- 1980s: Leti opent nieuwe gebouwen en cleanrooms en wordt bekend vanwege haar werk op het gebied van infrarood en magnetometrie technologieën. Zij begint tevens met de ontwikkeling van ‘micro electromechanical systems (MEMS)’, waaronder versnellingsmeters en gewicht sensoren. Leti patenteert de silicium versnellingsmeter.
- 1991: Leti bundelt haar krachten met het ‘Centre National d'Etudes des Telecommunications (CNET)’, Frankrijks nationale telecommunicatie onderzoekscentrum en vormt het ‘Grenoble Submicron Silicon Initiative’ (GRESSI).
- 1992: Leti creëert de Soitec spin-off ter commercialisering van ‘silicon-on-insulator’ en andere halfgeleider substraat technologieën.
- 1997: Leti creëert Tronics Microsystems ter commercialisering van klant-specifieke MEMS productie technologie.
- 2002: Eerste silicium 200mm gyrometer MEMS ontwikkeld en overgedragen aan de industriële sector.
- 2003: Si versnellingsmeter procestechnologie overgedragen aan de industriële sector.
- 2006: In samenwerking met de lokale en federale overheid en het ‘Grenoble Institute of Technology’ (INPG) creëert Minatec, een in Grenoble gevestigde R&D campus met als doel het instand brengen van samenwerkingsverbanden tussen de publieke en de privésector op het gebied van micro- en nanotechnologie.
- 2008: Alliantie met Caltech (Alliance for Nanosystems VLSI).
- 2009: IBM More Moore CMOS Alliantie.
- 2011: Eerste 3D 300mm R&D lijn van volledige capaciteit.

## Belangrijkste gebieden van activiteit / Applicaties
- Micro- en nanotechnologie voor micro-elektronica
- Micro- en nanotechnologie voor biologie en gezondheidszorg
- Ontwikkeling en integratie van microsystemen
- Imaging technologie voor de geneeskunde en de veiligheid
- Draadloze1 en intelligente systemen
- Ruimtevaart en wetenschap
- Energie, transport en milieu

De innovaties en technologieën van Leti resulteren in een concurrentievoordeel voor haar partners over een breed scala van industriële sectoren, waaronder luchtvaart, automotive, communicatie, gezondheidszorg, woningbouw en informatietechnologie.

## Partnerschappen
Leti onderzoekers werken nauw samen met industriële partners over de hele wereld om de ontwikkeling en de commercialiseren van nieuwe technologieën te versnellen. Leti neemt tevens deel in verscheidene onderzoeksinitiatieven, waaronder:
- IBM’s halfgeleider Joint Development Alliance2
- Alliance for Nanosystems VLSI (met het ‘California Institute of Technology’)
- MicroMachine Center (samen met het Japanse ministerie van Economie, Handel en Industrie)
- Samenwerking tussen CEA-Leti en Nokia Research Center
- IMAGINE programma, lithografie zonder masker

De Europese samenwerkingsverbanden van Leti zijn erop gericht om de concurrentiepositie van Europa te versterken in de belangrijkste technologische gebieden. Voorbeelden hiervan zijn:
- Heterogeneous Technology Alliance (een samenwerking tussen 4 Europese onderzoeksinstituten)
- HELIOS: pHotonics ELectronics functional Integration on CMOS
- WADIMOS, ter demonstratie van een ‘photonic interconnect layer’ op CMOS
- EARTH, energie-efficiëntie in mobiele breedband systemen

## Spin-offs
Sinds de begindagen heeft Leti de overdracht van technologie aan het bedrijfsleven aangemoedigd door middel van een ambitieus spin-off programma en het creëren van nieuwe start-up bedrijven. Tot nu toe zijn 37 bedrijven opgericht als spin-offs van Leti, wat geresulteerd heeft in de creatie van meer dan 2.500 banen.
Een van de meest succesvolle spin-off bedrijven is de Soitec Groep, gevestigd in Bernin, Frankrijk. De Soitec Groep ontwikkelt ‘silicon-on-insolator’ en andere gerelateerde halfgeleider substraattechnologieën. Afgesplitst van LETI in 1992, Soitec is genoteerd op de Euronext beurs in Parijs en rapporteerde een omzet van € 209 miljoen dollar tijdens het fiscale jaar dat eindigde in maart 2010.

### Andere Leti spin-offs
- EFCIS, halfgeleiders, 1977 (door fusies uitgegroeid tot ST Microelectronics)
- Sofradir, infrarood detectoren, 1986
- Tronics Microsystems, MEMS technologie, 1997
- Movea, MEMS versnellingsmeters, 2007
- Fluoptics, fluorescentie imaging voor de behandeling van kanker, 2008
- MicroOLED, OLED microdisplays, 2007